# Кесслер, Джейн
Элизабет Джейн (Уилсон) Кесслер (англ. Elizabeth Jane (Wilson) Kessler, 9 марта 1921 — 21 июля 2025) — американский психолог и педагог. Она была клиническим психологом, психоаналитиком, психотерапевтом и профессором университета.

## Юные годы, семья и образование
Элизабет Джейн Уилсон родилась в Беверли, штат Массачусетс, она дочь Дастина Уилсона, инженера-химика; и Мэри Элизабет (Нельсон) Уилсон, домохозяйки из Сейлема, штат Массачусетс. 
Она училась в средней школе Скарсдейла в Скарсдейле, штат Нью-Йорк, которую окончила в 1937 году. Она поступила в колледж в возрасте 16 лет, получив степень бакалавра в Мичиганском университете. Впоследствии она поступила в Колумбийский университет, где в 1943 году получила степень магистра психологии, а затем служила в Военно-морских силах США в составе WAVES с 1943 по 1946 год. После демобилизации она поступила в Кейс-Вестерн-Резерв университет, где в 1951 году получила степень доктора философии по клинической психологии. 

## Карьера
Во время службы в Военно-морских силах США Кесслер проводила психологические оценки в Сан-Диего, Калифорния. Окончила службу в звании младшего лейтенанта. Получив докторскую степень в Кливленде, она стала первым штатным психологом в университетских больницах. 
Её карьера также включала частную практику (психотерапию и психоанализ), консультирование и, в особенности, работу в качестве профессора на кафедре психологии в её родном университете Кейс-Вестерн-Резерв — с 1958 по 1993 год. Она начала работать в школе в качестве помощника преподавателя доктора Бенджамина Спока, часто заменяя его, когда он из-за своей славы не мог заниматься преподавательской деятельностью. Начиная с 1958 года она организовала Центр психического развития, междисциплинарное клиническое учреждение при университете, которое занималось оценкой и лечением нарушений развития у детей, и стала его директором. 
Доктор Кесслер написала основополагающую для своего времени книгу «Психопатология детства» (1966), опубликованную издательством Prentice Hall; «самый популярный учебник для аспирантов в этой области». Второе издание вышло в 1988 году.
В 1976 году ей было присвоено звание почётного профессора имени Люси Адамс Леффингвелл. Она была президентом Американской ортопсихиатрической ассоциации (1978–1979). Она также была членом организации и председателем Совета по делам детей и молодёжи, а также членом Американской психологической ассоциации и Американской ассоциации по проблемам умственной отсталости, занимая пост президента её отделения в Огайо. Она была президентом Ассоциации психологов Огайо и писала рекомендательные статьи для Ассоциации родителей и учителей.
Она вышла на пенсию из Кейс-Вестерн-Резерв университета в 1993 году. Однако, будучи владелицей книжного магазина Appletree Books в соседнем Кливленд-Хайтс, штат Огайо, она продолжала работать.

## Личная жизнь и смерть
Она была замужем дважды. Её первый брак с психиатром доктором Бернардом Даймондом, когда она служила на флоте во время Второй мировой войны, был недолгим и закончился разводом. В 1947 году она вышла замуж за другого психиатра, доктора Морриса М. Кесслера, который был психоаналитиком. Их брак продлился до его смерти в 1973 году. Она стала матерью; её сын Мартин – музыкант, дирижёр и педагог. 
9 марта 2021 года Кесслер исполнилось 100 лет. Она прожила ещё четыре года и скончалась в возрасте 104 лет 21 июля 2025 года.